# Ойген Ріттер фон Шоберт
Ойген Ріттер фон Шоберт (нім. Eugen Ritter von Schobert), до нагородження Військовим орденом Максиміліана Йозефа — Ойген Шоберт (нім. Eugen Schobert; нар. 13 березня 1883, Вюрцбург, Баварське королівство — пом. 12 вересня 1941, біля Миколаєва) — німецький воєначальник часів Третього Рейху, генерал-полковник Вермахту (1940). Кавалер Лицарського хреста Залізного хреста (1940). Перший з генерал-полковників Вермахту, що загинув у радянсько-німецькій війні.

## Біографія
Син майора Карла Шоберт і його дружини Анни (уродженої Міхайлі). Шоберт вступив до Королівської армію Баварії в липні 1902 р Почав службу в 1-м баварському піхотному полку «Кеніг» (нім. «König»). Пройшов льотне навчання в 1911 році
По ходу Першої світової війни Шоберт служив на Західному фронті піхотним офіцером. В ході операції «Міхаель» в 1918 році він керував 3-им батальйоном 1-го баварського піхотного полку.
Після Першої світової війни Шоберт залишився в рядах рейхсверу, а потім і вермахту, неухильно піднімаючись по службових сходах. Він був інспектором піхоти в період з грудня 1933 по вересень 1934 року народження, а потім командував 17-й і 33-й піхотними дивізіями [5]. Отримав командування VII армійським корпусом 4 лютого 1938 года [6].
Друга світова війна і загибель
У вересні 1939 року Ріттер фон Шоберт керував своїм VII армійським корпусом, що перебували під час Польської кампанії в якості резерву Групи армії «Південь».
У травні-червні 1940 року його корпус, в складі 16-ї армії Ернста Буша (Група армій «A»), бере участь у вторгненні в Бельгію, Люксембург і Францію. Фон Шоберт залишався на своїй посаді в ході підготовки до вторгнення в Британію.
У вересні 1940 року Шоберт прийняв командування 11-ю армією. Армія увійшла до складу групи армій «Південь» за планом операції Барбаросса, захоплення СРСР. Під час бойових дій в південній частині Радянського Союзу (на півдні України), під містом Миколаєвом в районі Широкої Балки, Ойген Ріттер фон Шоберт і його пілот загинули, коли їхній літак спостереження Fieseler Fi 156 Storch випадково сів на радянське мінне поле.

## Поховання
Був урочисто похований на німецькому військовому цвинтарі в Миколаєві по вул. Спортивна,15. Над могилою було зведено пам'ятник з двома стеллами та німецьким військовим хрестом зверху. Після відступу нацистів та повернення радянських військ могила була зруйнована і до наших днів не збереглася.

## Нагороди
Військова кар'єра
- 5 липня 1902 — фенріх
- 9 березня 1904 — лейтенант
- 7 березня 1912 — обер-лейтенант
- 9 серпня 1915 — ротмістр
- 1 січня 1924 — майор
- 1 квітня 1929 — оберст-лейтенант
- 1 квітня 1932 — оберст
- 1 жовтня 1934 — генерал-майор
- 1 січня 1937 — генерал-лейтенант
- 1 лютого 1938 — генерал від інфантерії
- 19 липня 1940 — генерал-полковник

- Медаль принца-регента Луїтпольда
- Залізний хрест
  - 2-го класу (14 вересня 1914)
  - 1-го класу (11 листопада 1915)
- Орден «За військові заслуги» (Баварія) 4-го класу з мечами (1915) і короною (1918)
- Військовий орден Максиміліана Йозефа, лицарський хрест (23 березня 1918)
- Королівський орден дому Гогенцоллернів, лицарський хрест з мечами (6 травня 1918)
- Нагрудний знак «За поранення» в чорному
- Хрест «За вислугу років» (Баварія) 2-го класу (24 роки)
- Медаль кронпринца Руппрехта (1925)
- Почесний хрест ветерана війни з мечами
- Медаль «За вислугу років у Вермахті» 4-го, 3-го, 2-го і 1-го класу (25 років)
- Орден Заслуг (Чилі), командорський хрест
- Медаль «У пам'ять 13 березня 1938 року»
- Медаль «У пам'ять 1 жовтня 1938»
- Застібка до Залізного хреста 2-го і 1-го класу
- Лицарський хрест Залізного хреста (29 червня 1940) — за заслуги під час Французької кампанії.
- Орден Михая Хороброго 3-го класу (Румунське королівство;22 серпня 1941)